# Comunità montana dell'Appennino Forlivese
La Comunità montana dell'Appennino Forlivese  è stata una Comunità Montana che si trovava in provincia di Forlì-Cesena e comprendeva le valli dei fiumi Rabbi e Bidente. Dal 2014 è confluita nell'Unione dei comuni della Romagna forlivese.
Era costituita dai comuni di:
- Civitella di Romagna
- Galeata
- Meldola
- Predappio
- Premilcuore
- Santa Sofia

Il suo territorio è situato nella parte meridionale della Romagna. Confina a sud con le province di Firenze e Arezzo della Toscana.
Il territorio comprende una parte del Parco nazionale delle Foreste Casentinesi, Monte Falterona e Campigna.